# Ergane (zoologia)
Ergane L. Koch, 1881 è un genere di ragni appartenente alla famiglia Salticidae.

## Caratteristiche
I maschi raggiungono i 9 mm di lunghezza e la forma dei pedipalpi e la configurazione dell'opistosoma suggeriscono che questo genere sia affine a Chalcotropis Simon, 1902

## Distribuzione
Le quattro specie oggi note di questo genere sono state reperite in Asia sudorientale e Oceania: in particolare due sono endemiche dell'Australia, una del Borneo e l'ultima è stata rinvenuta nelle Filippine e nelle isole Caroline.

## Tassonomia
Considerato un sinonimo anteriore di Afiola Peckham & Peckham, 1907 a seguito di uno studio dell'aracnologo Zabka del 1988.
A dicembre 2010, si compone di quattro specie:
- Ergane benjarei (Peckham & Peckham, 1907) — Borneo
- Ergane carinata Berry, Beatty & Prószynski, 1996 — Filippine, Isole Caroline
- Ergane cognata L. Koch, 1881[3] — Territorio del Nord (Australia)
- Ergane insulana L. Koch, 1881 — Australia

### Specie trasferite
- Ergane pulchella Thorell, 1895; trasferita e ridenominata come Evarcha pulchella (Thorell, 1895) a seguito di uno studio dell'aracnologo Prószynski del 1984[2].

### Nomen dubium
- Ergane madagascariensis (Peckham & Peckham, 1887); l'esemplare, rinvenuto in Madagascar, a seguito di uno studio dell'aracnologo Roewer del 1955, è da considerarsi nomen dubium[2].